# بروس ثورنتون (لاعب كرة قدم أمريكية أمريكي)
بروس ثورنتون (بالإنجليزية: Bruce Thornton)‏ هو لاعب كرة قدم أمريكية أمريكي، ولد في 31 يناير 1980 في لاغرانغ في الولايات المتحدة.

## وصلات خارجية
- بروس ثورنتون على موقع مرجع كرة القدم المحترفة.كوم (الإنجليزية)